# جورج برتون (بازیکن فوتبال دهه ۱۹۱۰)
جورج برتون (انگلیسی: George Burton؛ زادهٔ) بازیکن فوتبال است.
از باشگاه‌هایی که در آن بازی کرده‌است می‌توان به باشگاه فوتبال کاردیف سیتی اشاره کرد.